# Bjarne Johnsen (ginnasta)
Bjarne Johnsen (Bergen, 27 aprile 1892 – Bergen, 4 settembre 1984) è stato un ginnasta norvegese.

## Palmarès

### Olimpiadi
- 1 medaglia:
  - 1 oro (Stoccolma 1912 nel concorso libero a squadre)